# Ocre
Ocre – miejscowość i gmina we Włoszech, w regionie Abruzja, w prowincji L’Aquila.
Według danych na rok 2004 gminę zamieszkiwało 1020 osób, 44,3 os./km².